# Джурчени
Джурчените са тунгуски народ, живял в Манджурия през X-XVII век, предшественици на днешните манджури.
Споменават се от началото на X век, като се смята че са потомци на народа мохе, поданици на унищожената по това време корейска държава Бохай. Джурчените създават през 1115 година империята Дзин, подчинена от Монголската империя през 1234 година. Споменават се в различни източници до XVII век, когато етнонимът им е заменен с манджури.